# آلنا دوهان
آلنا دوهان (به بلاروسی: Алена Доўгань) از بلاروس، گزارشگر ویژه سازمان ملل متحد در مورد تأثیر منفی اقدامات قهری یکجانبه بر برخورداری از حقوق بشر است او در زمان انتصاب، استاد حقوق بین‌الملل در دانشگاه دولتی بلاروس و مدیر مرکز تحقیقات صلح بود.
دوهان در سال ۲۰۰۵ مدرک دکترای خود را در دانشگاه دولتی بلاروس و دکترا در حقوق بین‌الملل و حقوق اروپا را در سال ۲۰۱۵ دریافت کرد. .

## گزارشگر ویژه
به گزارش نشنال ریویو، نقش گزارشگر ویژه با قطعنامه سال ۲۰۱۴ در شورای حقوق بشر سازمان ملل که توسط ایران به نمایندگی از جنبش غیرمتعهدها معرفی شد، ایجاد شد و دوهان دومین مقامی است که این نقش را به عهده دارد. این نقش بدون دستمزد است و دارنده آن عضوی از کارکنان سازمان ملل نیست.

### ایران
وی در اردیبهشت ۱۴۰۱ برای بررسی اثر تحریم‌های آمریکا بر حقوق بشر به ایران سفر کرد. گزارش وی در سپتامبر ۲۰۲۲ به سازمان ملل ارایه شد. وی طی کنفرانسی گفت که آمریکا در جریان تحریم‌های خود کنوانسیون وین و حقوق مدنی مردم ایران را نقض کرده است. وی که با طرفهای مختلف از دولت تا نهادهای مدنی و دیپلمات‌های خارجی مقیم ایران گفتگو کرده است در کنفرانس خود گفت که آمریکا بین ۱۰۰ تا ۱۲۰ میلیارد دلار از اموال ایران را بلوکه کرده است. تحریمها بر طیف وسیعی از مردم اعم از پناهجویان فقرا و بیماران اثر گذارده است. 
ما سه صفحه توصیه نامه داده‌ایم از کشورهای تحریم کننده خواسته‌ایم رفتار خود را متوقف کرده و به تعهدات خود در زمینه احترام به حقوق بشر عمل کنند. کشورها و نهادهای بین‌المللی بیشتر با ایران همکاری کنند. ایران میزبان تعداد زیادی از پناهندگان افغانستان است و بدون کمک سازمان ملل نمی‌تواند این کار را مدیریت کند. بین پنج تا هشت میلیون نفر هستند که دو تا ۱۰ هزار افغان وارد کشور شوند برای دولت ایران سخت است که بدون کمک بین‌المللی آنها را مدیریت کند… این تحریم‌ها تأثیر زیادی روی حقوق بشر گذاشته است و نسبت به سال ۲۰۱۵ دامنه آن بیشتر شده است. دانشگاهیان و ورزش و بخش فرهنگی و … اینقدر تحریم شده‌اند که ایران نمی‌تواند حق عضویت سازمان ملل را بدهد و حق عضویت ورزشکاران و … را بدهد. باید توجه کنیم که اقداماتی که علیه ایران اعمال می‌شود نقض حقوق بشر است. هدف از سفر من این است که وضعیت را تجزیه و تحلیل کنم. اطلاعات دریافت کردم دربارهٔ کودکان پروانه ای و به من گفتند پانسمان و داروهای مورد نیاز هیچ راهی است که وارد شود. شرکت‌ها گفته‌اند می‌ترسند تحت تحریم‌های آمریکا قرار بگیرند.
او در مصاحبه با هفته نامه لو پوان در پاسخ به این سؤال که «دولت ایران می‌گوید تحریم‌ها باعث افزایش مرگ و میر در طول همه‌گیری کووید-۱۹ در ایران شده است. آیا این امر درست است یا صرفاً تبلیغات است؟» گفت:
بله، تحریم‌ها باعث مرگ مردم شده است و چندین مورد در گزارش من آمده است. قانع کننده‌ترین دلیل، عدم دسترسی به دارو است. بله، ایران بیش از ۹۰ درصد داروهای خود را تولید می‌کند، اما متأسفانه برای این کار نیاز به تهیه کردن مواد اولیه از خارج است. این امر مشکل است، زیرا می‌دانیم که دستیابی به این مواد، پرداخت هزینه و دریافت آن‌ها برای این کشور بسیار دشوار است. به خصوص که کیفیت مواد اولیه همیشه خوب نیست و این مواد بسیار گران هستند. ساده‌ترین مثال انسولین است. در ایران افراد دیابتی زیادی وجود دارد و زمانی که در مورد این مشکل در ایران صحبت کردم، به من گفتند که کشور خودش توانسته یک نوعی از محصول استاندارد انسولین را تولید کند، با این تفاوت که این دارو برخی انواع خاص دیابت را درمان نمی‌کند، بنابراین در ایران قابل درمان نیستند. بیماران مبتلا به این بیماری در ایران، جان خود را از دست می‌دهند. من همچنین در ایران با مبتلایان به «بیماری پروانه‌ای» که دچار اپیدرمولیز بولوزا، یک بیماری ژنتیکی پوستی هستند، صحبت کردم که با استفاده از پانسمان‌های مخصوص که دولت از خارج خریداری می‌کند تحت درمان قرار می‌گرفتند. این درمان به ۱۰۰۲ بیمار ایرانی این امکان را می‌داد که با وجود درد غیرقابل تحمل، به زندگی خود ادامه دهند. اما اکنون یک سال است که دیگر این بانداژها در ایران قابل دسترس نیست و ۱۵ «بیمار پروانه‌ای ایرانی» از آن زمان جان خود را از دست داده‌اند، در حالی که میزان مرگ و میر ناشی از این بیماری معمولاً بیشتر از یک مورد در سال نیست. من با بیماران دیگری که از بیماری‌های دیگری رنج می‌برند صحبت کردم و وضعیت به همین منوال است. ما ارقامی را در مورد تغییر نرخ مرگ و میر در بسیاری از گروه بیماری‌ها جمع‌آوری کرده‌ایم. به عنوان مثال مرگ و میر کودکان مبتلا به تالاسمی، نوعی کم خونی ارثی، از ۲۷ تا ۳۲ مورد در سال به ۱۳۲ مورد افزایش یافته است. همچنین یادآوری می‌کنم که این ایران نبود که از توافق هسته‌ای ایران در سال ۲۰۱۸ خارج شد، بلکه ایالات متحده بود که چنین کرد. به عنوان استاد حقوق بین‌الملل می‌توانم اضافه کنم که اگر دیگر تحریم‌هایی از سوی «شورای امنیت سازمان ملل» وجود نداشته باشد، حقوق بین‌الملل این امکان را به دولت‌ها نمی‌دهد که تحریم‌های یکجانبه به ویژه در بخش‌های مالی و بانکی وضع کنند.

### قطر
دوهان در نوامبر ۲۰۲۰ به مدت دوازده روز در قطر بود تا تأثیر تحریم‌های اعمال شده توسط کشورهای همسایه را ارزیابی کند. او قرار بود در چهل و هشتمین اجلاس شورای حقوق بشر سازمان ملل که در سپتامبر ۲۰۲۱ برگزار می‌شود گزارش دهد، اما بیانیه اولیه ای را در انتقاد از تحریم‌ها ارائه کرد.

### سوریه
در دسامبر ۲۰۲۰، دوهان بیانیه‌ای علیه تحریم‌های آمریکا علیه دولت سوریه صادر کرد و گفت که این تحریم‌ها «ممکن است مانع از بازسازی زیرساخت‌های غیرنظامی سوریه شود» که در نتیجه درگیری ویران شده است و ممکن است «حقوق بشر مردم سوریه را نقض کند.» اظهارات او مورد استقبال دولت بشار اسد قرار گرفت، در حالی که فرستاده ویژه ایالات متحده در امور سوریه یافته‌های او را رد کرد.

### ونزوئلا
دوهان قرار بود در اوت ۲۰۲۰ به ونزوئلا سفر کند تا تأثیر تحریم‌های بین‌المللی را بررسی کند. قبل از سفر وی، ۶۶ سازمان غیردولتی ونزوئلا (از جمله PROVEA) در نامه ای سرگشاده از دوهان خواستند تا تأثیر مضر تحریم‌ها را در زمینه سال‌ها سرکوب، فساد و سوء مدیریت اقتصادی که قبل از تحریم‌ها وجود داشت، بررسی کند و از او خواستند با مطبوعات مستقل و محققان جامعه مدنی دیدار کند.
او در ۳۱ ژانویه وارد شد و در بدو ورود توسط وزیر دولت و سفیر ونزوئلا در سازمان ملل مورد استقبال قرار گرفت. او در ۱۲ فوریه در حین خروج از یافته‌های اولیه خود اعلام کرد: تحریم‌ها علیه ونزوئلا تأثیر قابل‌توجه «ویرانگری» هم بر اقتصاد و هم بر مردم داشته است. وی گفت: «تعداد فزاینده تحریم‌های یکجانبه اعمال‌شده توسط ایالات متحده، اتحادیه اروپا و سایر کشورها مصیبت‌های اقتصادی و انسانی در ونزوئلا را تشدید کرده است» اما سقوط اقتصادی ونزوئلا «در سال ۲۰۱۴ با کاهش قیمت نفت آغاز شد» و «سوء مدیریت و فساد نیز نقش داشته است.» دولت از این گزارش استقبال کرد، در حالی که اپوزیسیون او را به «بازی کردن در دستان رژیم» نیکلاس مادورو متهم کرد. دوهان توسط جامعه مدنی ونزوئلا به شدت مورد انتقاد قرار گرفت و چندین سازمان غیردولتی در رسانه‌های اجتماعی خود را با هشتگ " #Lacrisisfueprimero " (بحران اول آمد) اعلام کردند.

## انتقادها
فعالان حقوق بشر می‌گویند که گزارش‌های آلنا دوهان تنها بر روی عوامل بیرونی متمرکز است. برای همین گزارش‌های او بیشتر به طرفداری از حکومت‌های ستمگر می‌پردازند.

## انتشارات
- Douhan, A. F. (2017) The Ukrainian Crisis: Wrong Responses of the International Community? in Czapliński, Władysław (2017). The case of Crimea's annexation under international law. Warsaw: SCHOLAR Publishing House. ISBN 83-7383-901-1. OCLC 1023629066.The case of Crimea's annexation under international law. Warsaw: SCHOLAR Publishing House. شماره استاندارد بین‌المللی کتاب 83-7383-901-1. مرکز کتابخانه رایانه‌ای پیوسته 1023629066.
- Douhan, A. F. (2018). Fundamental human rights and coercive measures: impact and interdependence. Journal of the Belarusian State University. International Relations, 1, 67-77. Retrieved from https://journals.bsu.by/index.php/internationalRelations/article/view/1307
- Douhan, Alena F. (2020) "CHANGING NATURE OF AN INDIVIDUAL IN INTERNATIONAL LAW." Kutafin University Law Review, vol. 5, no. 2, 2018, p. 290+. Accessed 10 June 2020.